# Stihňov
Stihňov je zaniklá vesnice nalézající se asi 1,5 km severně od obce Skřivany.

## Historie
Historie této vsi sahá až do roku 1370. Vesnice s tvrzí byla vypálena za husitských válek a v roce 1437 je zaznamenán pouze poplužní dvůr. Po husitských válkách byla vesnice znovu osídlena i s tvrzí. Na přelomu 18. a 19. století byla vesnice znovu opuštěna, následně zde byl vybudován statek. V roce 1900 jsou v Ottově slovníku uváděny ve Stihnově 4 domy se 121 obyvateli. V roce 1948 byl statek znárodněn a předán Státnímu statku v Chlumci nad Cidlinou ve výborném stavu. V roce 1990 byl statek vrácen potomkům bývalých majitelů a od té doby byl prázdný a podlehl devastaci. V roce 2015 se zde nalézají již pouhé ruiny jednotlivých budov. V roce 2015 statek koupilo Zemědělské družstvo Králíky a začalo provádět demolice budov.

### Fotografie

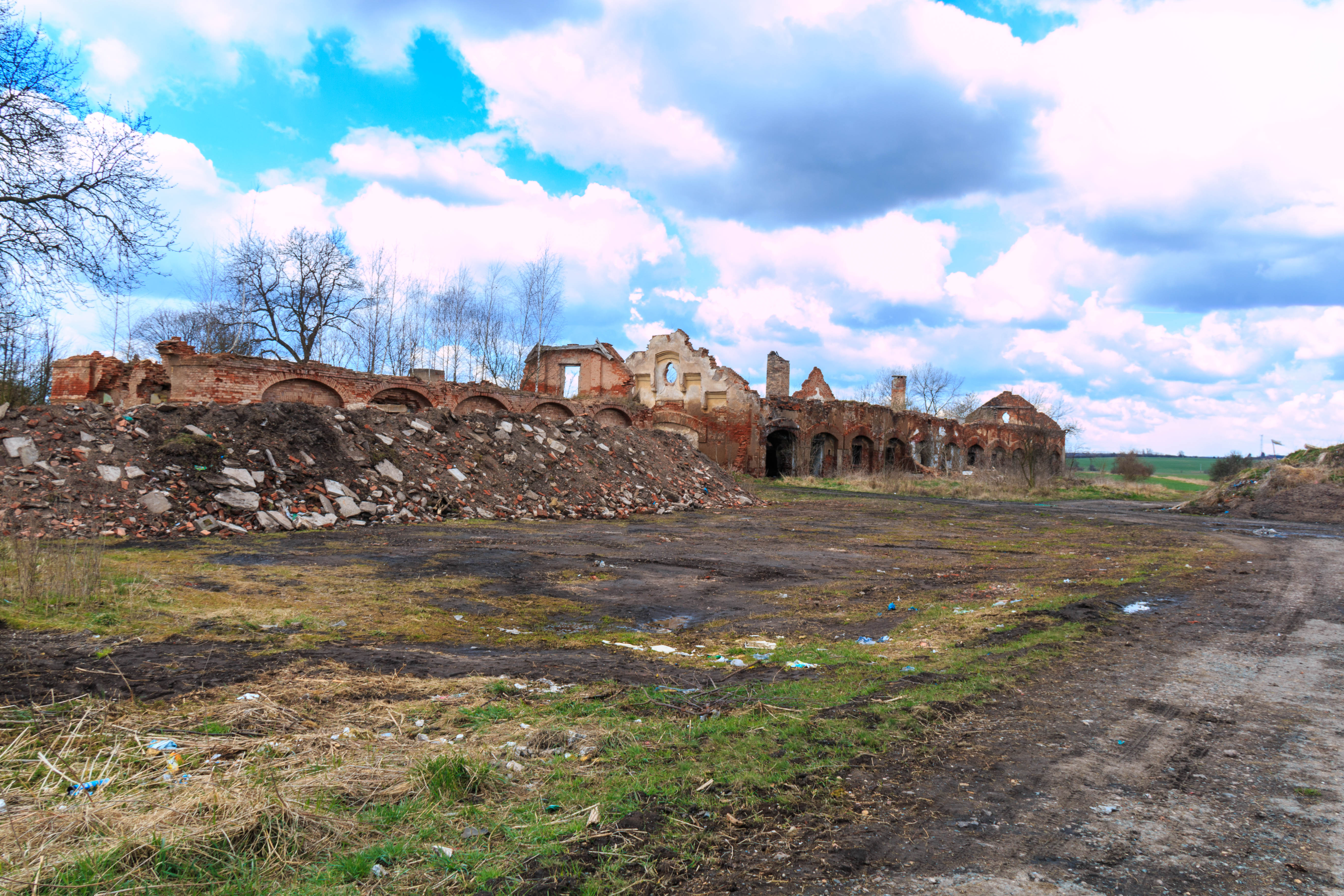
Stihnov - ruiny budov
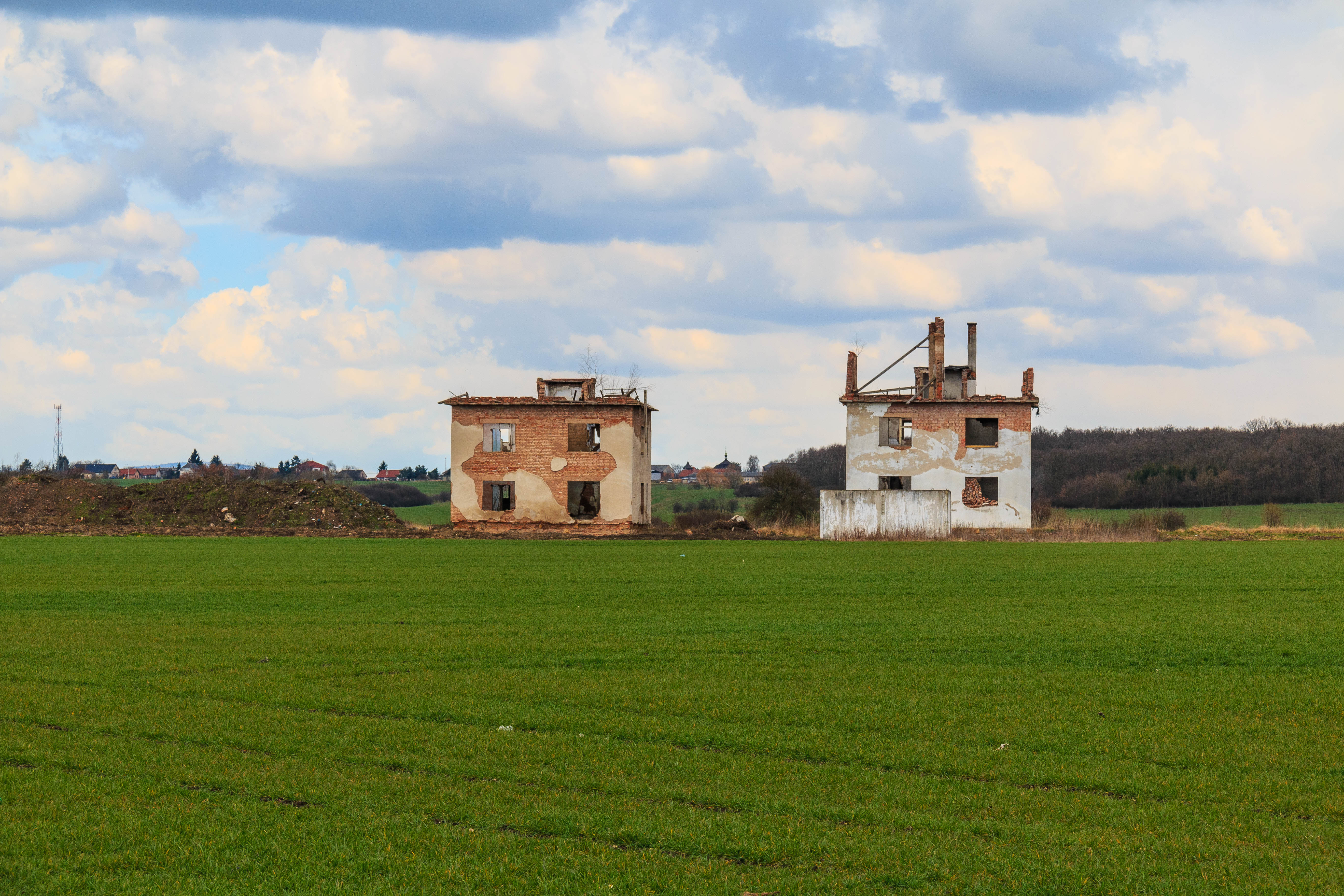
Stihnov - ruiny budov
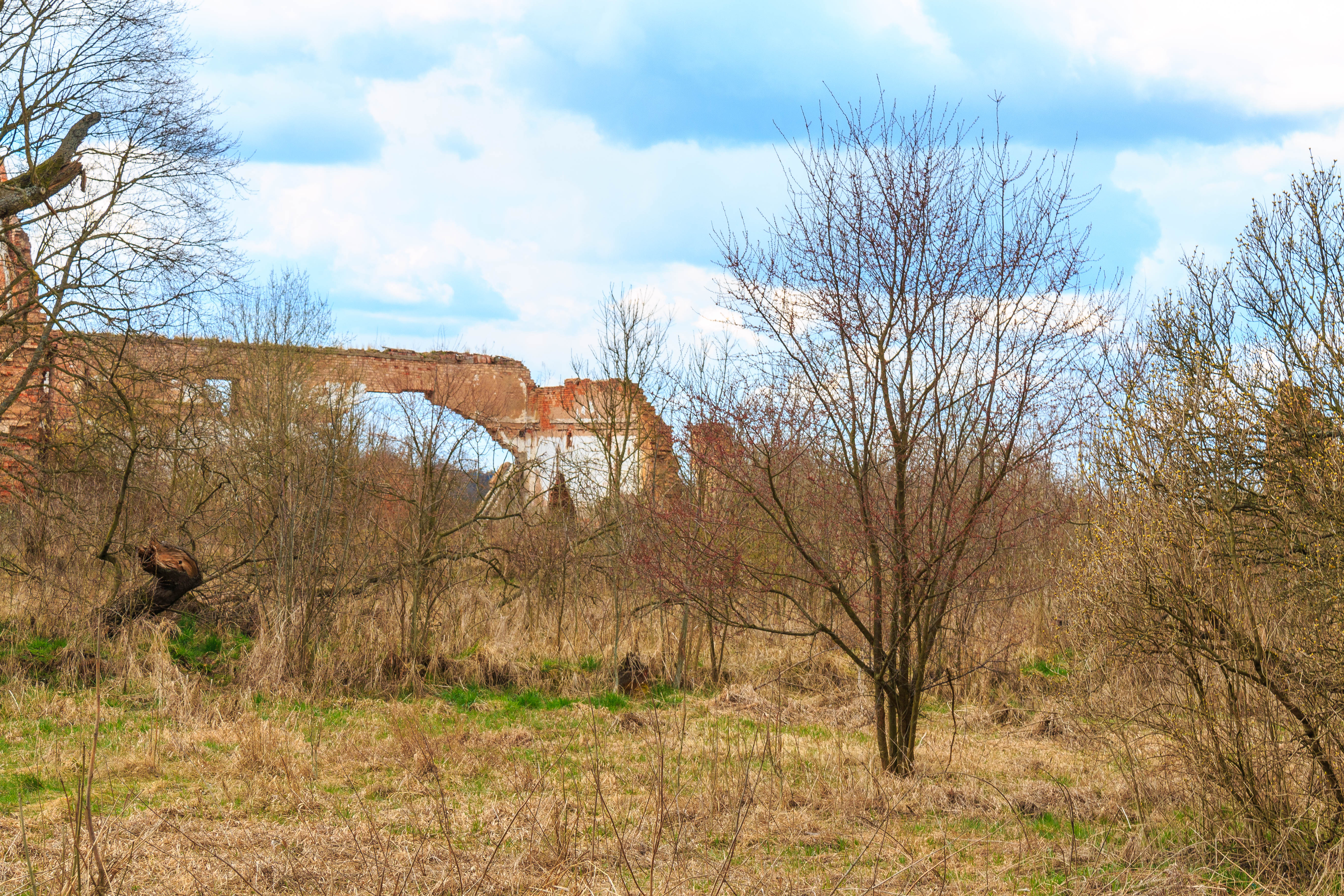
Stihnov - ruiny budov
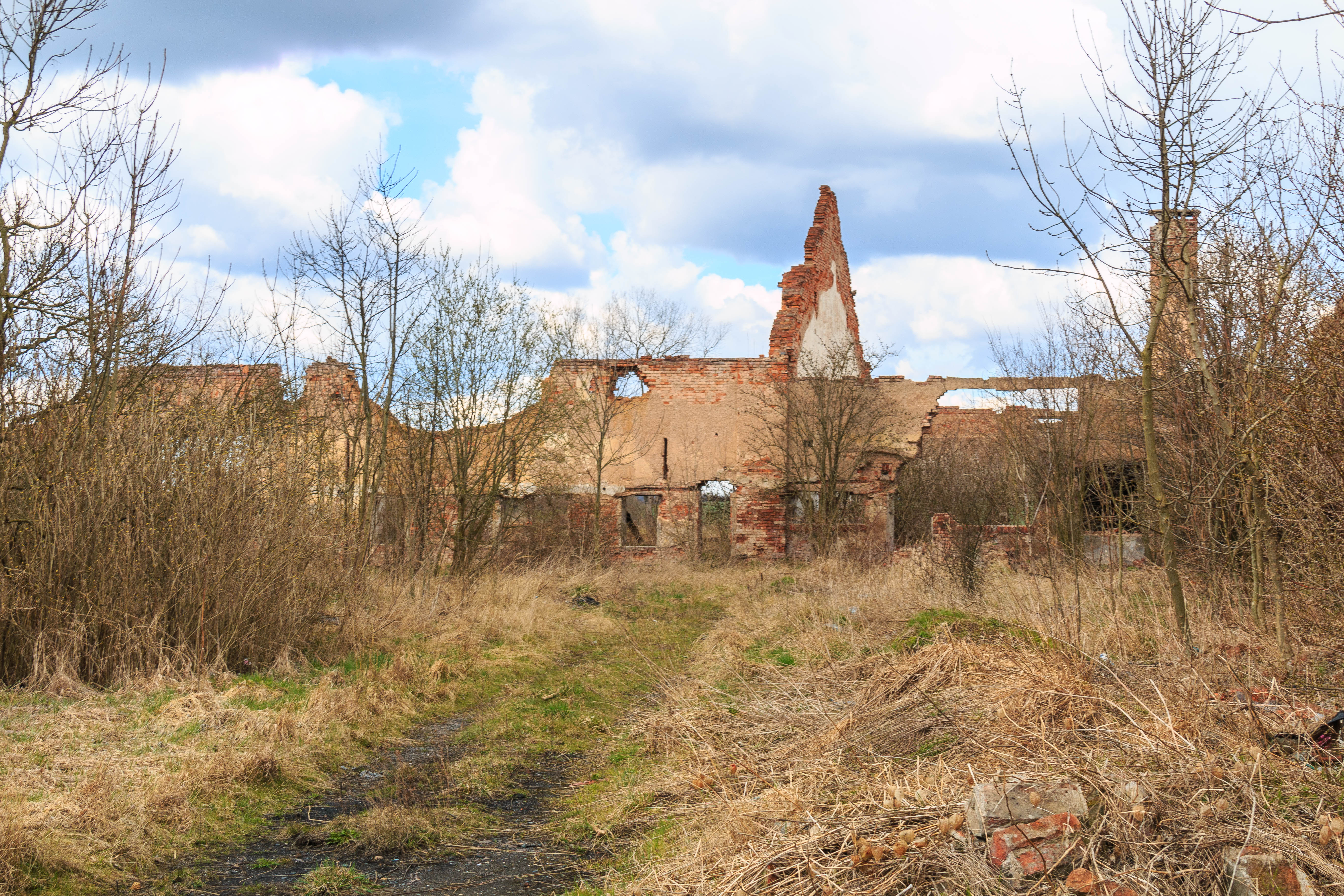
Stihnov - ruiny budov